# Giacomo Raspadori
Giacomo Raspadori (født 18. februar 2000) er en italiensk professionel fodboldspiller, som spiller for Serie A-klubben Napoli og Italiens landshold.

## Klubkarriere

### Sassuolo
Raspadori begyndte sin karriere hos Sassuolo, hvor han gjorde sin professionelle debut i maj 2019. Hans store gennembrud kom i 2020-21 sæsonen, hvor han begyndte at etablere sig som en fast mand på holdet.

### Napoli
Raspadori skiftede i august 2022 til Napoli på en lejeaftale med en købsobligation. Han var del af truppen som vandt det italienske mesterskab i hans debutsæson, dog han hovedsageligt spillede som rotationsspiller i sæsonen.

## Landsholdskarriere

### Ungdomslandshold
Locatelli har repræsenteret Italien på flere ungdomsniveauer.

### Seniorlandshold
Raspadori debuterede for Italiens landshold den 4. juni 2021. Han var del af Italiens trup som vandt europamesterskabet i 2020.

## Titler
Napoli
- Serie A: 1 (2022-23)

Italien
- Europamesterskabet: 1 (2020)